# Arisemus spilotos
Arisemus spilotos är en tvåvingeart som beskrevs av Quate 1996. Arisemus spilotos ingår i släktet Arisemus och familjen fjärilsmyggor.
Artens utbredningsområde är Costa Rica. Inga underarter finns listade i Catalogue of Life.